# Kloster Schwarzenthann

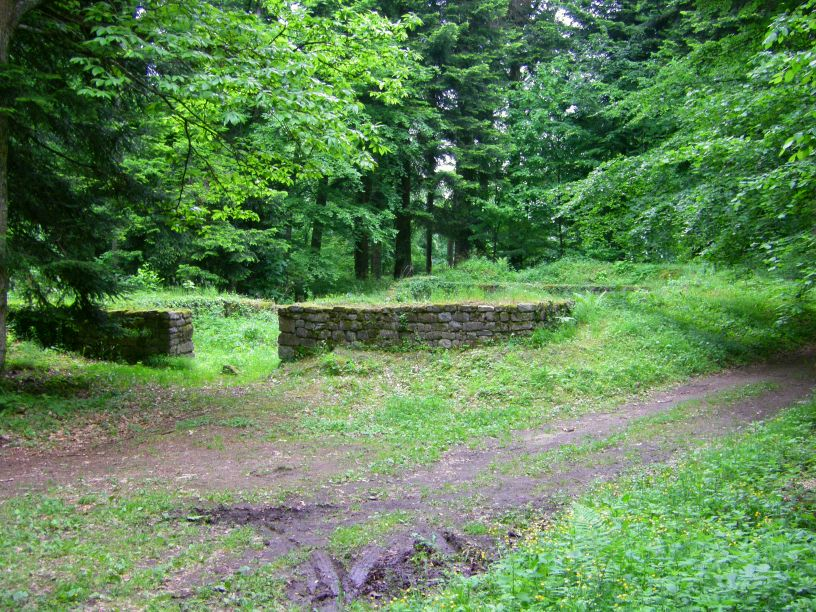
Ruinen des ehemaligen Klosters im Wald von Wintzfelden

Das ehemalige Kloster Schwarzenthann war ein zum Reformverbund des Klosters Marbach gehörendes Augustiner-Chorfrauenstift. Das sog. Doppelkloster lag in dem zum Kloster Marbach benachbarten Soultzmatter Tal in den Vogesen nahe Soultzmatt im Elsass (Frankreich).
Aus dem Stift stammt die Augustiner-Chorfrau Guta von Schwarzenthann, die zusammen mit dem Augustiner-Chorherrn Sintram von Marbach eine der bedeutendsten romanischen Gebetbuch-Handschriften, den Codex Guta-Sintram, verfasste, der bis heute vollständig erhalten ist.
Die allerdings nur noch spärlichen Ruinen des Klosters, die erst im Jahr 1969 wiederentdeckt worden sind, befinden sich einsam auf einer waldigen Anhöhe im Soultzmatter Tal Nahe dem Dorf Wintzfelden.
Auf dem Friedhof der Kirche im nahen Wintzfelden lassen sich noch einige Grabplatten und ein Sarkophag aus dem „verschwundenen“ Kloster Schwarzenthann besichtigen.